# هنري السادس ملك إنجلترا
هنري السادس (ولد في 6 ديسمبر عام 1421، وتوفي في 21 مايو عام 1471) كان ملك إنجلترا بين عامي 1422 و 1461، ومرة أخرى بين عامي 1470 و 1471، وملكًا على عرش فرنسا المتنازع عليه بين عامي 1422 و 1453. كان الابن الوحيد لهنري الخامس، تولّى خلافته على عرش بريطانيا وعمره تسعة شهور بعد وفاة والده، وخلافة عرش فرنسا بعد وفاة جدّه لأمه شارل السادس بفترة وجيزة.
ورث هنري حرب المائة عام التي دامت بين عامي 1337 و 1453، والتي حارب فيها عمّه شارل السابع للحصول على عرش فرنسا. هو العاهل الإنكليزي الوحيد الذي توّج ملكًا على فرنسا (مثل هنري الثاني، عام 1431). شهد حكمه، بينما استلم مجموعة من الأشخاص القيادة عنه، ذروة القوة الإنكليزية في فرنسا، لكن مشكلات اقتصادية ودبلوماسية وعسكرية متتابعة أضعفت تأثير الهدف الإنجليزي في البلاد في الوقت الذي أُعلن فيها عن كون هنري صالحًا للحكم عام 1437. وجد مملكته في حالة صعبة، مواجهةً عوائق في فرنسا وانقسامات بين طبقة النبلاء في وطنه. على عكس أبيه، وُصف هنري بأنه كان جبانًا، مترددًا، كسولًا حسن النية وكارهًا للحرب والعنف، وكان في بعض الأوقات غير مستقرٍ عقليًا. شهد حكمه غير الناجح خسارة الأراضي الإنجليزية في فرنسا. بمحاباةٍ على أمل تحقيق السلام، تزوج هنري في عام 1445 من ابنة أخ تشارلز السابع، الطموحة وقوية الإرادة مارغريت أنجو. فشلت سياسة السلام، مؤدية إلى اغتيال أحد كبار مستشاري هنري، ويليام دي لا بولي، استؤنفت الحرب، مع استحواذ فرنسا على سطوة الحكم بعد معركة كاستيلون؛ بحلول عام 1453، كانت كاليه الأرض الوحيدة المتبقية لهنري في كامل أوروبا.
نتيجة لسوء الوضع في فرنسا، كانت هناك زيادة وثيقة بعد الاستقرار السياسي في إنجلترا. مع عدم كفاءة هنري للحكم، استلمت السلطة مجموعة من النبلاء المتخاصمين، بينما شجعت الفصائل السياسية والمقربون للحكم الفوضى في البلاد. شكل الجنود والقادة العائدون من فرنسا أعدادًا متزايدة من حاشية الملك، الذين تقاتلوا فيما بينهم، ومارسوا أشكال الإرهاب على جيرانهم، وأصابوا المحاكم بالعجز، وسيطروا على الحكومة. لم تبقَ الملكة مارغريت في الحياد، بل استغلت الموقف لتجعل من نفسها سلطةً متخفيّة وراء العرش.
وسط الكوارث العسكرية في فرنسا وانهيار القانون والنظام في إنجلترا، تعرّضت الملكة وحاشيتها لاتهامات، موجّهة خصوصًا من قبل ابن عم هنري السادس الشهير، ريتشارد من آل يورك، لسوء إدارتها الحرب في فرنسا وسوء حكمها في البلد، تعرّض هنري إلى سلسلة من التدهورات العقلية، وتصاعدت التوترات بين مارغريت وريتشاد من أسرة يورك للاستيلاء على حكومة الملك العاجز، وخلافة العرش اندلعت الحرب الأهلية عام، مؤدية إلى فترة طويلة من النزاع بين أفراد الطبقة الحاكمة، عُرفت باسم حرب الوردتين. خُلع هنري من عرشه في 29 مارس عام 1461 بعد هزيمة ساحقة في معركة توتون من قبل ابن ريتشارد، والذي استلم العرش كإدوارد الرابع. على الرغم من استمرار مارغريت بقيادة ثورة ضد إدوارد، ألقى القبض على هنري عام 1465 وسجنه في برج لندن. أعيد هنري إلى عرشه في عام 1470، لكن إدوارد استعاد سلطته في عام 1471، ليقتل ابن هنري وخلفه الوحيد في إحدى المعارك ويعيد هنري إلى السجن مرة أخرى.
بعد خسارته «عقله ومملكتيه وابنه الوحيد»، توفي هنري في البرج ليلة 21 مايو، وهو على الأرجح قُتل بأوامر من إدوارد. نُسبت مُعجزاتٌ إلى هنري عقب وفاته، واعتبر بشكل غير رسمي قديسًا وشهيدًا حتى القرن السادس عشر. ترك خلفه إرثًا من المنشآت التعليمية، وأسس كل من كلية إيتون وكلية الملك في كامبريدج (بالتعاون مع هنري شيشيل) وكلية أول سولز في أكسفورد. كتب شكسبير ثلاثية من المسرحيات حول حياته، مصورًا إياه بكونه ضعيف الإرادة ومتأثرًا بسهولة بزوجته مارغريت.

## نشأته
كان هنري ولي عهد إنكلترا وفرنسا من والده هنري الخامس ملك إنكلترا وجده هنري الرابع حيث كان الطفل الذكر الوحيد وكان ولي عهد عند سنه بالثمانية أشهر حتى عقدوا معاهدة عند وفاة والده مع والدته كاترين من فالويس عندما كان بسن العشرون وتوِّج آنذاك ملكا على إنكلترا وفرنسا عن والده وجده وملكا باسم هنري السادس من إنكلترا وهنري الثاني من فرنسا.

## زواجه
أقنع الملك بزواجه من الفرنسية مارجريت من أنجو وقد وافق على ذلك بالنسبة إلى الجمال وأبقاها سرا من البرلمان التي كانت تعارض لفرنسا وقد أنجبت له طفله الوحيد أمير ويلز هنري.

## انتزاع العرش
أشعل إدوارد ابن ريتشارد يورك الحرب الأهلية التي استمرت ثلاثون عام والتي عُرفت بحرب الوردتين، واستطاع خلالها انتزاع العرش من يد الملك هنري السادس، وأنهت حكم أسرة لانستكر، وبدأ عصر أسرة يورك لكن لا زالت حرب الوردتين مشتعلة.

## روابط خارجية
- هنري السادس ملك إنجلترا على موقع الموسوعة البريطانية (الإنجليزية)
- هنري السادس ملك إنجلترا على موقع ميوزك برينز (الإنجليزية)
- هنري السادس ملك إنجلترا على موقع إن إن دي بي (الإنجليزية)
- هنري السادس ملك إنجلترا على موقع ديسكوغز (الإنجليزية)